# Dark Medieval Times
Dark Medieval Times debitantski je studijski album norveškog black metal-sastava Satyricon. Album je bio sniman tijekom kolovoza i rujna 1993. godine te ga je u listopadu 1993. godine objavila diskografska kuća Moonfog Productions kojoj je to ujedno bio i prvi objavljeni album.

## Popis pjesama
Tekstovi i glazba: Satyr. 
| 1.    | »Walk the Path of Sorrow«                          | 8:18 |
| 2.    | »Dark Medieval Times«                              | 8:11 |
| 3.    | »Skyggedans« (Sjenoples)                           | 3:55 |
| 4.    | »Min Hyllest Til Vinterland« (Moja oda Zimozemlji) | 4:29 |
| 5.    | »Into the Mighty Forest«                           | 6:18 |
| 6.    | »The Dark Castle in the Deep Forest«               | 6:22 |
| 7.    | »Taakeslottet« (Magleni dvorac)                    | 5:54 |
| 43:27 |                                                    |      |

## Zasluge
Satyricon
- Satyr – vokali, gitara, bas-gitara, produkcija
- Frost – bubnjevi

Dodatni glazbenici
- Lemarchand – gitara (nije spomenut u knjižici albuma)
- Torden – klavijature

Ostalo osoblje
- Jannicke Wiese-Hansen – naslovnica